# 耶律次奥野
耶律次奥野（?—?），为契丹（遼朝）皇族，辽天祚帝耶律延禧第六女。
天祚帝六女除了文妃萧瑟瑟所生蜀国公主耶律余里衍，元妃萧贵哥生三女，宫人生二女。在辽国灭亡时，1123年，辽太叔胡卢瓦妃，国王捏里次妃，辽汉夫人，和天祚帝子秦王耶律定、许王耶律宁，女耶律骨欲、耶律余里衍、耶律斡里衍、耶律大奥野、耶律次奥野、赵王妃斡里衍，招讨迪六，详稳六斤，节度使孛迭、赤狗兒都被金国完颜宗望擒获。只有梁王耶律雅里及天祚帝长女乘军乱逃去。